# Rhamnoneuron balansae
Rhamnoneuron balansae är en tibastväxtart som beskrevs av Ernest Friedrich Gilg. Rhamnoneuron balansae ingår i släktet Rhamnoneuron och familjen tibastväxter. Inga underarter finns listade i Catalogue of Life.